# Campo Número Dos, Chihuahua
Campo Número Dos är en ort i Mexiko.   Den ligger i kommunen Cuauhtémoc och delstaten Chihuahua, i den nordvästra delen av landet, 1 300 km nordväst om huvudstaden Mexico City. Campo Número Dos ligger 2 083 meter över havet och antalet invånare är 600.
Terrängen runt Campo Número Dos är huvudsakligen platt, men åt nordväst är den kuperad. Runt Campo Número Dos är det mycket glesbefolkat, med 4 invånare per kvadratkilometer. Närmaste större samhälle är Cuauhtémoc, 9,0 km sydost om Campo Número Dos. Trakten runt Campo Número Dos består till största delen av jordbruksmark.